# Kroatische Badmintonmeisterschaft 2011
Die Kroatische Badmintonmeisterschaft 2011 fand vom 5. bis zum 6. Februar 2011 in Zagreb statt.

## Medaillengewinner
| Disziplin    | Gold                                | Silber                           | Bronze                           |
| ------------ | ----------------------------------- | -------------------------------- | -------------------------------- |
| Herreneinzel | Zvonimir Đurkinjak                  | Josip Uglešić                    | Igor Čimbur                      |
| Herreneinzel | Zvonimir Đurkinjak                  | Josip Uglešić                    | Zvonimir Hölbling                |
| Dameneinzel  | Andrea Žvorc                        | Staša Poznanović                 | Lucija Vlah                      |
| Dameneinzel  | Andrea Žvorc                        | Staša Poznanović                 | Katarina Jagodić                 |
| Herrendoppel | Igor Čimbur Zvonimir Hölbling       | Josip Uglešić Zvonimir Đurkinjak | Matija Hranilović Luka Vlahek    |
| Herrendoppel | Igor Čimbur Zvonimir Hölbling       | Josip Uglešić Zvonimir Đurkinjak | Ivan Tucaković Filip Špoljarec   |
| Damendoppel  | Lucija Vlah Staša Poznanović        | Katarina Galenić Matea Čiča      | Nikolina Dimić Katarina Jagodić  |
| Damendoppel  | Lucija Vlah Staša Poznanović        | Katarina Galenić Matea Čiča      | Dora Dragčević Andrea Žvorc      |
| Mixed        | Zvonimir Đurkinjak Staša Poznanović | Igor Čimbur Matea Čiča           | Zvonimir Hölbling Dora Dragčević |
| Mixed        | Zvonimir Đurkinjak Staša Poznanović | Igor Čimbur Matea Čiča           | Filip Špoljarec Lucija Vlah      |